# Georg Bennewitz
Georg Bennewitz (* 14. Januar 1877 in Zeithain; † nach 1942) war ein deutscher nationalsozialistischer Funktionär.

## Leben

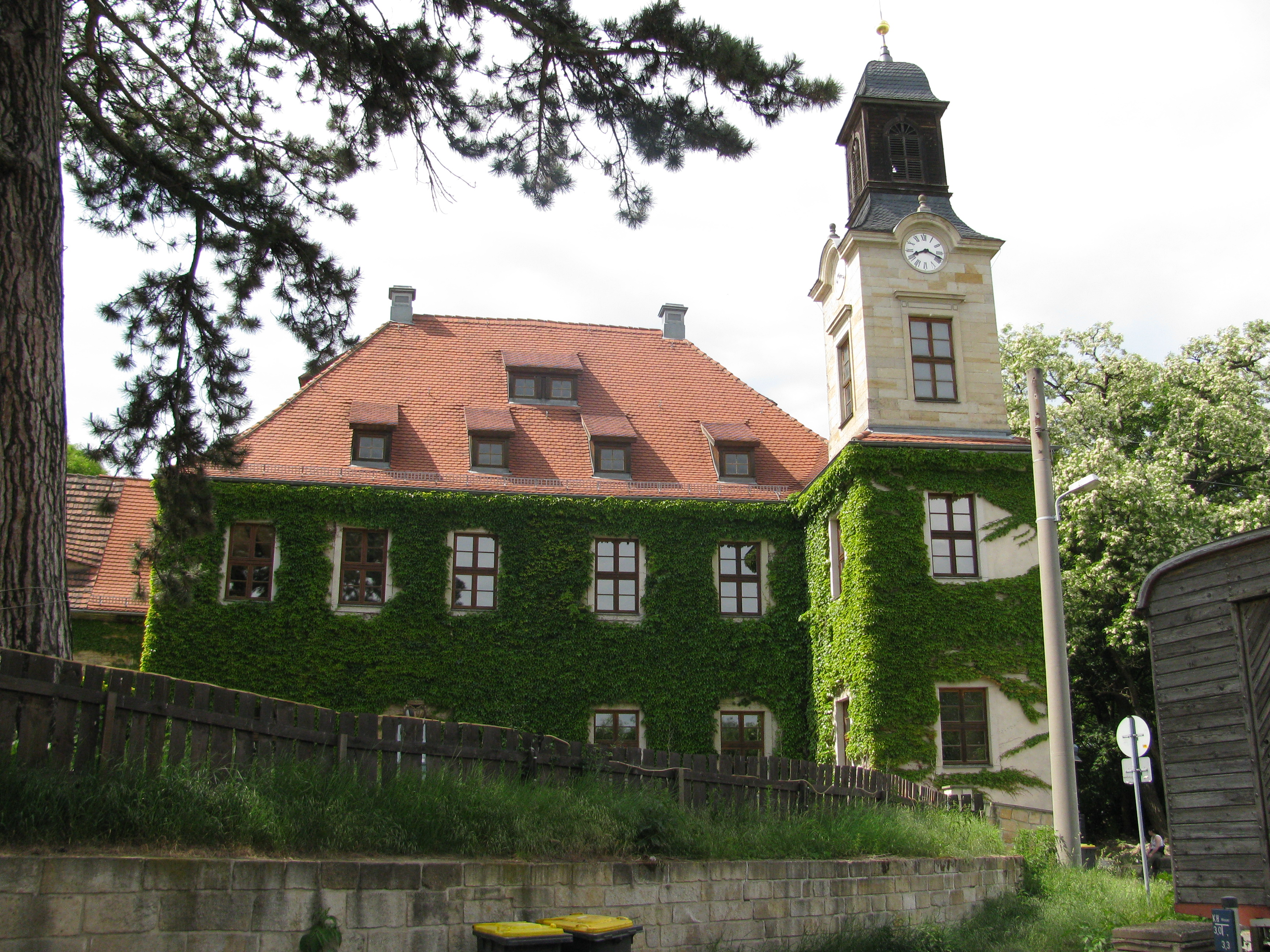
Schloss Nickern – Wohnsitz von Georg Bennewitz

Er stammte aus einer sächsischen Bauernfamilie, ging in Zeithain zur Volksschule und im Anschluss auf die Bürgerschule nach Riesa sowie im Anschluss bis 1893 die Höhere Landwirtschaftliche Schule in Döbeln. Danach erwarb er praktische Erfahrungen in der Landwirtschaft als Lehrling in Röhrsdorf und als landwirtschaftlicher Beamter in der preußischen Provinz Sachsen. Später wechselte er noch zweimal die Arbeitsstellen, bevor er 1903 das Rittergut Oberwutzschwitz pachtete. Nach Ausbruch des Ersten Weltkrieges bis 1919 war Georg Bennewitz in der Amtshauptmannschaft Döbeln für die Getreide- und Viehbewirtschaftung zuständig. Nachdem der Pachtvertrag ausgelaufen war und das Rittergut Oberwutzschwitz vom Eigentümer verkauft wurde, pachtete Georg Bennewitz im Jahre 1929 das Rittergut Nickern bei Dresden.
Zum 1. März 1931 trat Georg Bennewitz in die NSDAP (Mitgliedsnummer 437.397) ein und wurde noch im gleichen Jahr Mitglied der von Walter Darré geleiteten „Agrarpolitischen Abteilung“ (APA) bei der NS-Reichsorganisationsleitung II in München. Zwei Jahre später übernahm er in der Landesbauernschaft Sachsen die Funktion des Landeshauptabteilungsleiters II „Der Hof“. Außerdem war er Kreisbauernführer, ab 1936 auch für den Kreis Dresden, daneben auch Kreisfachberater für Landwirtschaft. 1934 trat Georg Bennewitz der SS bei (SS-Nummer 261.172) und wurde dort Bauernreferent für Dresden und Umgebung. 1938 wurde er zum Obersturmführer in der SS befördert.
1942 erfolgte die Ablösung von Georg Bennewitz von seiner Funktion als Landeshauptabteilungsleiter in Sachsen. Das Rittergut Nickern wurde 1945 durch die Bodenreform enteignet.

## Auszeichnungen
- SS-Ehrenring